# Gaius Aburius
Gaius Aburius was een van de ambassadeurs die naar Masinissa en de Carthagers gestuurd werden in 171 v.Chr. (Liv., XLII 35.).

## Referentie
- https://web.archive.org/web/20131103161915/http://www.ancientlibrary.com/smith-bio/0013.html